# Liste der Biografien/Bonm
Liste der Biografien |
Portal Biografien |
Personensuche
# |
A |
B |
C |
D |
E |
F |
G |
H |
I |
J |
K |
L |
M |
N |
O |
P |
Q |
R |
S |
T |
U |
V |
W |
X |
Y |
Z |
?
 
Ba |
Be |
Bd |
Bg |
Bh |
Bi |
Bj |
Bl |
Bm |
Bn |
Bo |
Br |
Bs |
Bu |
Bw |
By |
Bz
 
Boa–Boc |
Bod |
Boe |
Bof |
Bog |
Boh |
Boi–Bok |
Bol |
Bom |
Bon |
Boo |
Bop |
Boq |
Bor |
Bos |
Bot |
Bou |
Bov–Boz
 
Bona |
Bonc |
Bond |
Bone |
Bonf |
Bong |
Bonh |
Boni |
Bonj |
Bonk |
Bonl |
Bonm |
Bonn |
Bono |
Bonp |
Bonq |
Bonr |
Bons |
Bont |
Bonu |
Bonv |
Bonw |
Bonx |
Bony |
Bonz
Die Liste der Biografien führt alle Personen auf, die in der deutschsprachigen Wikipedia einen Artikel haben. Dieses ist eine Teilliste mit 6 Einträgen von Personen, deren Namen mit den Buchstaben „Bonm“ beginnt.

## Bonm

### Bonma
- Bonmalais, Sébastien (* 1998), französischer Squashspieler
- Bonmann, Hendrik (* 1994), deutscher Fußballtorhüter
- Bonmann, Ottokar (1906–1977), deutscher Geistlicher, römisch-katholischer Ordenspriester
- Bonmarché, Jean de († 1570), franko-flämischer Komponist und Kapellmeister der Renaissance
- Bonmassar, Petra (* 1975), österreichische Songwriterin, Musikproduzentin, Sängerin und Vocal-Coach
- Bonmatí, Aitana (* 1998), spanische FußballspielerinAitana Bonmatí (* 1998)

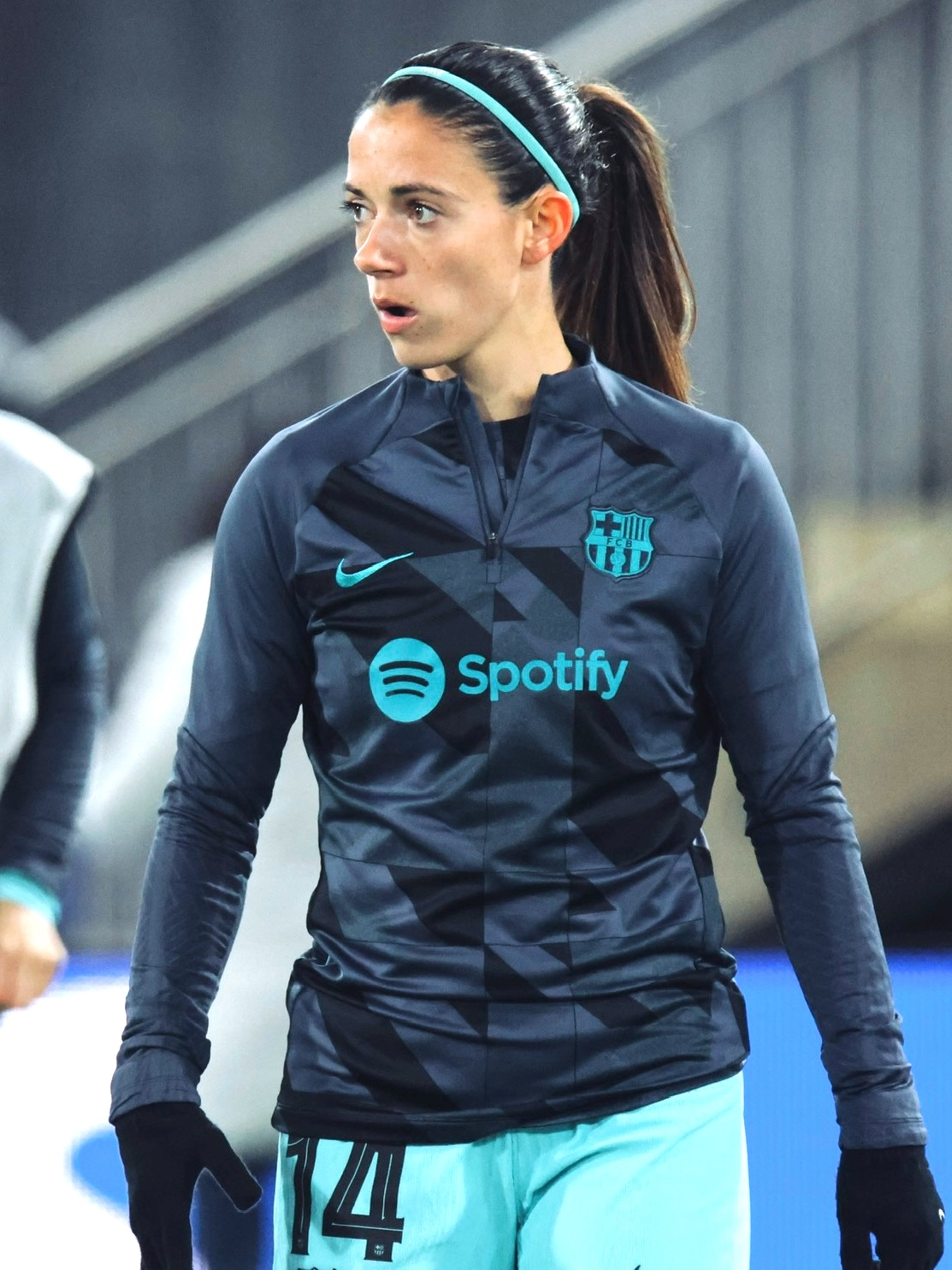
Aitana Bonmatí (* 1998)